# Хуст (зупинний пункт)
Хуст — пасажирський залізничний зупинний пункт Ужгородської дирекції Львівської залізниці на 
неелектрифікованій  лінії Батьово — Солотвино І між станціями Рокосів (6 км) та Хуст (2 км). Розташований на заході міста Хуст Хустського району Закарпатської області.

## Пасажирське сполучення
На зупинному пункті Хуст зупиняються приміські дизель-поїзди сполученням Дяково / Королево — Солотвино І